# Smell the Magic
Smell the Magic es el segundo álbum de la banda estadounidense de rock, L7, publicado el 1 de septiembre de 1990, por la discográfica Sub Pop.

## Lista de canciones
1. "Shove" – 3:10
2. "Fast and Frightening" – 2:37
3. "(Right On) Thru" – 3:13
4. "Deathwish" – 3:45
5. "'Till the Wheels Fall Off" – 3:43
6. "Broomstick" – 3:49
7. "Packin' a Rod" – 2:08
8. "Just Like Me" – 3:18
9. "American Society" – 3:53

## Sencillos
- "Shove" (1990)

- Datos: Q1407556